# Tîrzieni, Orhei
Tîrzieni este un sat din cadrul comunei Mălăiești din raionul Orhei, Republica Moldova